# Tetralóbulo

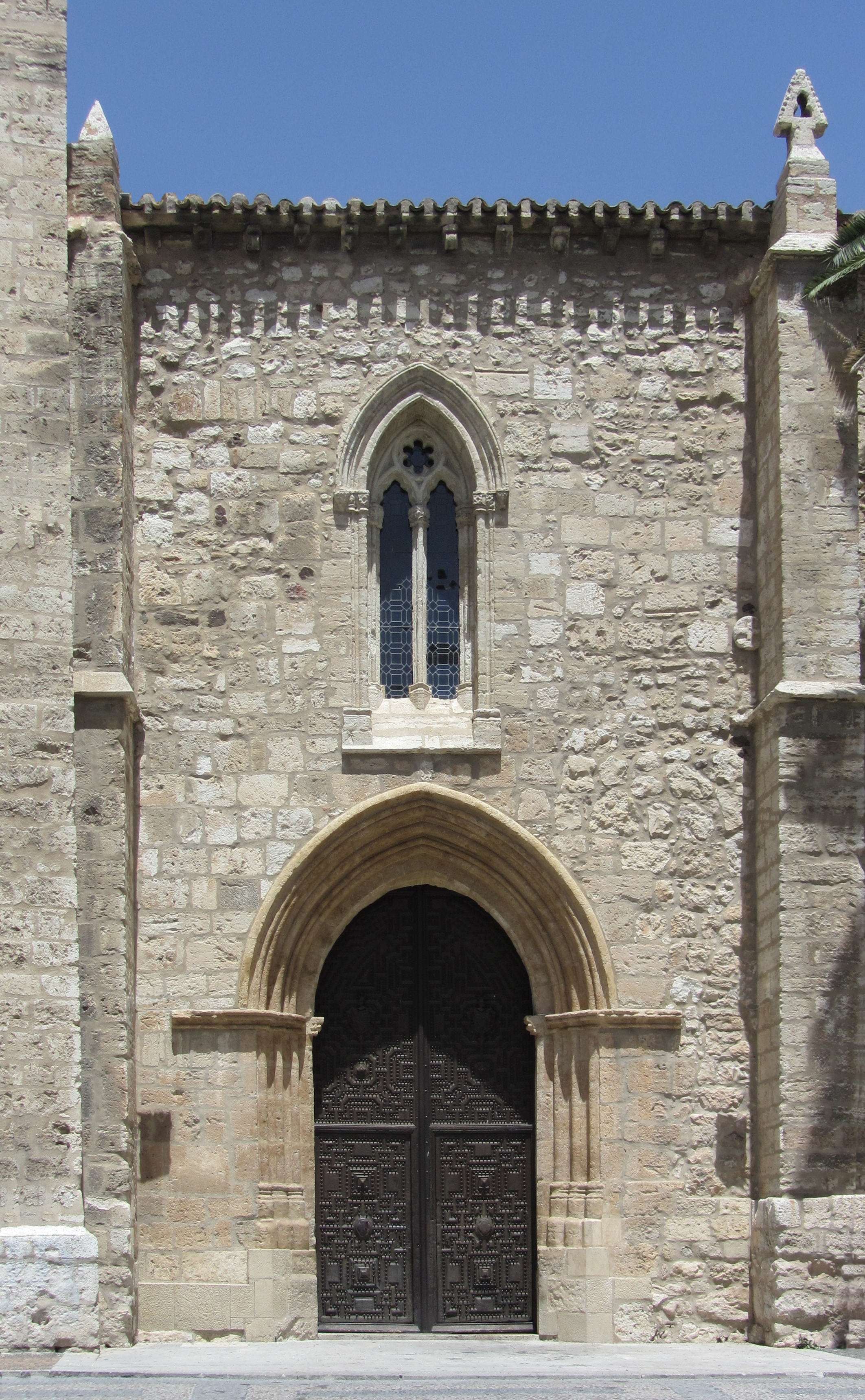
Sobre el vano geminado, aparece un tetralóbulo.

Un tetralóbulo, palabra proveniente del latín tetra (cuatro) y lobus (lóbulo).
Se trata de un elemento decorativo compuesto por cuatro o más lóbulos dispuestos de forma radial insertados en un círculo. Tiene semejanzas con el tetrafolio.